# Есаи Крымеци
Есаи Крымеци (арм. Եսայի Ղրիմեցի; Феодосия — XV век, Феодосия) — армянский учёный и календаревед XV века.

## Биография
Родился в Крыму, в городе Кафа (Феодосия), где и прожил всю жизнь. Был сыном известного среди феодосийских армян вельможи Аствацатура. Обучение получил в школе при монастыре святого Антония недалеко от Кафы, там же стал монахом ещё в раннем возрасте. В 1441 году написал календарный труд состоящий из достаточно сложных космографических таблиц, дав соответствующие комментарии и изъяснения. Общение с генуэзскими купцами Феодосии помогло Есаи расширить кругозор армянского календароведения. Владел арабским языком, был хорошо знаком с арабской космографией. В 1444 году написал сочинение «Календарь Солнца и Луны» (арм. "Տումար արեգական և լուսնի"), который дошёл до нас в трёх экземплярах середины XV века. В этом труде рядом с армянскими терминами (названия планет, знаков зодиака, звёзд, и т.д.) Есаи даёт арабские, персидские, латинские и греческие эквиваленты. В конце текста помещён рисунок астролябии, с помощью которой он, по всей вероятности, вёл свои наблюдения. Помимо космографии, интересовался богословием, философией и музыкальными инструментами. Упоминается в некоторых рукописях из Кафы 1430—1440-х гг, после чего биографические данные отсутствуют.